# سلامان و ابسال
سلامان و ابسال یک حکایت تمثیلی است که توسط فیلسوفانی چون حنین بن اسحاق، ابن سینا و خواجه نصیرالدین طوسی به شکل‌های مختلفی روایت شده‌است. بر این حکایت شرح‌های مختلفی نگاشته شده‌است.

## پیشینه
نخستین بار حنین بن اسحاق طبیب و مترجم کتاب‌های یونانی به عربی، روایتی از داستان سلامان و ابسال را نقل کرده، ادعا کرد که آن را در منابع قدیمی یونانی یافته‌است. نسخه‌هایی از این روایت در کتابخانه موزه بریتانیا و کتابخانه مرکزی دانشگاه تهران موجود است.
پس از او، ابن سینا در نمط نهم کتاب «الاشارات و التنبیهات» خود که کتابی فلسفی-عرفانی است، ضمن شرح مقامات عارفان به صورتی گذرا به این ماجرا اشاره کرد: «هر گاه داستان سلامان و ابسال به گوشت رسید، بدان که سلامان تمثیلی از تو است، و ابسال تمثیلی از رتبه تو در عرفان است، اگر از اهل آنی. اگر توانستی رمز را بگشای.»
فخر رازی از آن جا که به اصل این قصه دسترسی نداشت، نتوانست اشارات ابن سینا را دریابد و آن را مورد انتقاد قرار داده، لغزخوانی و معماگویی خواند و گفت: «آن چه شیخ ذکر کرده از داستان‌های شناخته شده نیست، بلکه این دو کلمه [سلامان و ابسال] دو کلمهٔ ساختهٔ خود شیخ هستند، که عقل به تنهایی نمی‌تواند به معنای آن دست یابد.»
خواجه نصیر الدین طوسی سخن فخر رازی را رد کرده، دو شکل از داستان سلامان و ابسال را که خود یافته بود نقل کرد، یکی را به نقل از حنین بن اسحاق، و دیگری را به واسطهٔ ابوعبید جوزجانی به نقل از ابن سینا، و گفت: شکل دوم به رموز و اشارات ابن سینا و مقصود او نزدیک‌تر است.
در قرن نهم هجری عبدالرحمن جامی مثنوی سلامان و ابسال را بر اساس حکایت حنین بن اسحاق به نظم در آورد.
در این میان، شرح‌های متعددی توسط افرادی چون جمال الدین علی بن سلیمان بحرانی، شرف الدین عبدالله شیرازی، و محمود بن میرزاعلی بر این قصه نوشته شده‌است.
برخی معتقدند نامهای سلامان و ابسال در قصۀ عرفانی ابن حنین و ابن طفیل، از دو لفظ سانسکریت «سرامانا» (یا شَمَن، به معنی زاهد) و آپسارا (پریان آسمانی که برای فریب زاهدانی که قدرتشان خطری برای خدایان است، فرستاده می شوند) گرفته شده است.

## خلاصهٔ داستان

### روایت اول از حنین بن اسحاق
در روزگاران قدیم، پادشاهی زاهد به نام هرمانوس بود که بر مصر و یونان و روم فرمانروایی می‌کرد. پادشاه برای عمر طولانی، و نیز به خاطر زهدش، حاضر به نزدیکی با زنان نیست و وارثی ندارد. پس، از حکیم دربارش که اقلیقولاس نام داشت یاری می‌طلبد. حکیم پیکری انسان‌وار می‌سازد و پادشاه نطفهٔ خود را در آن می‌ریزد و از آن پسری متولد می‌شود که او را سلامان نام می‌گذارند.
سلامان را به دایه‌ای جوان به نام ابسال می‌سپارند. سلامان بزرگ می‌شود و عاشق دایهٔ خود می‌گردد. پادشاه خبردار می‌شود، و پسرش سلامان را از این کار بر حذر می‌دارد. اما سلامان و ابسال، از سرزمین خود به ساحل دریای مغرب می‌گریزند. پادشاه با جام جهان‌نمای خود با خبر می‌شود و برای مجازات آن دو، به قدرت جام جهان‌نمای خود عشق را در آن دو بیش از پیش می‌کند، اما توانایی کامجویی را از آنان سلب می‌نماید.
سلامان و ابسال از فرط حرمان، تصمیم به خودکشی می‌گیرند و دست در دست یکدیگر به سمت دریا می‌روند تا خود را غرق کنند. اما پادشاه با جام جهان‌نمای خود به دریا فرمان می‌دهد تا امواجش را از روی پیکر سلامان کنار بکشد. بدین ترتیب، سلامان نجات می‌یابد، و ابسال در امواج دریا غرق می‌شود.
سلامان از فرط اندوه در شرف هلاک است. پادشاه از حکیم خود، اقلیقولاس، یاری می‌طلبد. حکیم به سلامان وعده می‌دهد که ابسال را به سوی او باز خواهد آورد. پس او را به غار ساریقون می‌برد، جامهٔ ابسال را بر او می‌پوشاند و او را بر چلّه‌نشینی و روزه امر می‌کند. پس تصویری خیالی از ابسال ظاهر می‌کند و به سلامان نشان می‌دهد و سلامان با آن جمع می‌شود.
حکیم تا چهل روز هر روز تصویر ابسال را به او نشان می‌دهد، و خود مشغول احضار تصویر ونوس الههٔ زیبایی می‌شود. در روز چهلم که چلّه‌نشینی سلامان کامل می‌شود، حکیم صورت ونوس را به او نشان می‌دهد، پس سلامان عاشق ونوس گشته ابسال را فراموش می‌کند. حکیم صورت ونوس را مسخّر سلامان می‌کند تا در تمام اوقات بر سلامان تجلّی کند. سلامان با عشق ونوس به صفای باطن دست می‌یابد و استعداد و استحقاق شهریاری به دست می‌آورد و بر جای پدر می‌نشیند.
سلامان امر می‌کند که این داستان را بنویسند و در آرامگاه پدرش هرمانوس در اهرام مصر بیاویزند. سال‌ها بعد ارسطو و اسکندر به دستور استادشان افلاطون اهرام را می‌گشایند و داستان سلامان و ابسال را به گوشه و کنار جهان می‌فرستند، و حنین بن اسحق این داستان را از یونانی به عربی برمی‌گرداند.

### روایت دوم از ابن سینا
در دوران قدیم دو برادر بودند به نام سلامان که برادر بزرگ‌تر و فرمانروا بود و ابسال که برادر کوچک‌تر و زیبا و خردمند و جنگجو بود.
زن سلامان عاشق برادر شوهر خود می‌شود، و قصد می‌کند که به حیله‌ای با او جمع شود، اما ابسال خودداری کرده، از او دوری می‌جوید. پس زن سلامان نقشه‌ای می‌کشد و خواهر خود را به ازدواج ابسال در می‌آورد، اما مخفیانه با خواهرش شرط می‌کند که با او در ابسال شریک باشد. پس آن دو با هم عروسی می‌کنند، اما در شب زفاف زن سلامان به جای خواهر خود به بستر می‌رود، اما ابسال می‌فهمد و باز از او دوری می‌کند.
ابسال برای آن که از زن حیله‌گر دور شود، به برادر خود می‌گوید که عزم جهان‌گشایی دارد، و سلامان او را با سپاهی به سرزمینی دور می‌فرستد. زن سلامان که کینهٔ ابسال را در دل دارد، به فرماندهان سپاه ابسال مالی می‌دهد تا او را در میدان جنگ تنها بگذارند. ابسال زخمی می‌شود و به زحمت جان به در می‌برد و به سرزمین خود باز می‌گردد.
زن سلامان که می‌بیند ابسال توانسته جان به در برد، به وسیلهٔ زهر او را مسموم کرده، می‌کشد. سلامان از سوگ ابسال از حکومت کناره می‌گیرد و انزوا می‌جوید. به سبب این انزوا، مستعد الهامات غیبی می‌شود، و درمی‌یابد که همسرش قاتل ابسال است، پس با همان زهری که ابسال را به وسیلهٔ آن کشته بود، او را می‌کشد.